# 蓝绶褒章
蓝绶褒章（日语：／）是由日本政府对“教育、卫生、慈善防疫工程、学校医院建设、道路河涵桥梁修缮、稻田开垦、森林培育、渔业养殖、开发等公益事业，农业、商业、工业领域中取得突出成绩者，及在公共事务中勤勉努力、劳效显著者”长期颁授的一种褒章；1881年根据明治14年太政官布告第63号（褒章条例）创制；上位褒章为紫绶褒章，下位褒章为绀绶褒章。